# Subbiano
Subbiano es una localidad italiana de la provincia de Arezzo , región de Toscana, con 6.351 habitantes.

Ubicación de la ciudad de Subbiano dentro de la provincia de Arezzo.

## Evolución demográfica
| Gráfica de evolución demográfica de Subbiano entre 1861 y 2001 |
|                                                                |
| Fuente ISTAT - elaboración gráfica de Wikipedia                |